# Altica olivieriana
Altica olivieriana är en skalbaggsart som beskrevs av Warchalowski 2000. Altica olivieriana ingår i släktet Altica och familjen bladbaggar. Inga underarter finns listade i Catalogue of Life.